# Corredor turístico de Las Rosas
El Corredor Turístico de la Rosas está ubicado dentro de las inmediaciones del Municipio Michelena, en la carretera que une Michelena el pueblo de «La Curva», El pueblo de «Boca de Monte» con el Páramo El Zumbador, en el Estado Táchira, Venezuela. 
Este corredor turístico ha sido una iniciativa de los habitantes de la zona, el paseo está compuesto por Trojas de madera acondicionadas para la venta de comida, productos, bebidas típicas y artesanía propias del Municipio.
hoy El Corredor turístico de las Rosas ya es parte un circuito que incluye varios puntos turísticos del Estado Táchira, que comienza en Michelena - El Corredor Turístico de las Rosas - El Páramo El Zumbador y llega hasta la ciudad de La Grita.
En el corredor turístico podemos encontrar artesanía de la zona, dulces caseros, vino de rosas, Gastronomía autóctona, viveros donde venden orquídeas, rosas y otras flores.

## Posadas del Corredor turístico

### Posada Montaña Alta
Se encuentra en el kilómetro 7 del recorrido, es prácticamente un mirador desde donde se divisa el pueblo de Michelena, y no sólo los huéspedes pueden disfrutar de esta maravilla sino que están abiertos al público general tanto el restaurant como la tasca. Hay un delicioso clima de montaña pues están a1 600 metros m s. n. m.

### La Estancia de Bolívar
Se encuentra en el km 13 de la Ruta, a 1.856 m s. n. m. Es un sitio campestre con caminerías de piedra entre las montañas, y un río que pasa por los lados y árboles de yagrumo.
- Datos: Q5821581